# Kārlis Plikausis
Kārlis Plikausis (né le 14 avril 1896 à Liezere et mort à une date inconnue) est un militaire letton qui collabora avec les Allemands pendant la Seconde Guerre mondiale.

## Biographie
Kārlis Plikausis naît le 14 avril 1896 dans le petit pagasts de Liezere, dans la région de Vidzeme. Au début de la Première Guerre mondiale, il fait des études de commerce à Riga.
En août 1915, Plikausis est conscrit dans l'armée russe. Après une première instruction dans un bataillon de réserve, il part à Kiev pour suivre une formation d'officier, dont il sort l'année suivante avec le grade d'enseigne. Il est d'abord affecté au 126e régiment d'infanterie de réserve avant de passer en 1917 au 242e régiment d'infanterie avec lequel il combat jusqu'à l'effondrement de l'armée russe sur le front roumain.

La révolution en Russie impériale conduit à l'effondrement du front de l'Est et aboutit à la prise par les Allemands de Riga en septembre 1917 et du reste des pays baltes. Les Lettons vivent jusqu'en novembre 1918 sous une domination militaire allemande qui ne laisse que les élites germanophones du pays exprimer leur opinion, qui est le plus souvent favorable à un rattachement de la Lettonie à l'Allemagne. Cependant, la fin de la guerre pour les Allemands poussent les élites du pays à proclamer l'indépendance pour empêcher les armées russes rouges d'en prendre le contrôle. Par la suite, le pays sert de champ de bataille dans la lutte d'influence entre l'Allemagne de Weimar et les Russies rouges et blanches.

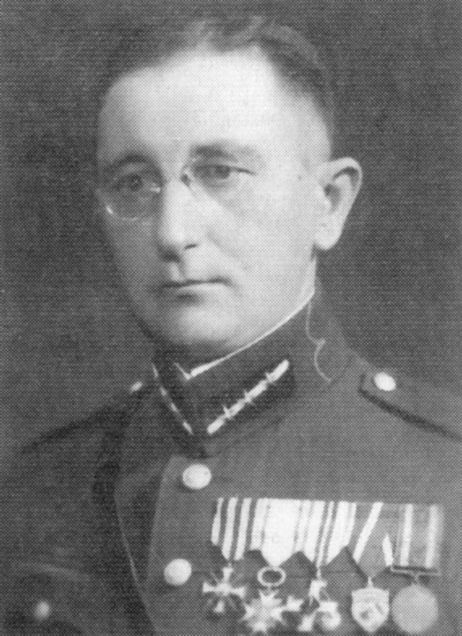
Kārlis Plikausis pendant l'entre-deux-guerres.

Dans ce contexte, Plikausis s'engage comme enseigne le 20 mars 1919 dans les « armées vertes » anti-bolchéviques menées par Artūrs Veckalniņš (lv). Il est décoré de l'Ordre de Lāčplēsis au cours de l'été pour avoir mené la prise d'un manoir fortifié près de Grāvendāle (lv), dans le sud de la Lettonie. En novembre 1919, il est finalement promu lieutenant.
Dans l'entre-deux-guerres, Kārlis Plikausis monte en grade. D'abord promu capitaine en 1928 au 112e régiment d'infanterie de Bauska, il est promu ensuite au commandement des transmissions dans le 7e régiment d'infanterie de Sigulda et reçoit plusieurs médailles comme l'Ordre de Viesturs. Lors l'URSS envahit la Lettonie en 1940, il est chef d'état-major adjoint d'un régiment de fusiliers avec le grade de lieutenant-colonel. Aussitôt, il est mis à la retraite.
En juin 1941, l'Allemagne nazie déclare la guerre à l'URSS et lance l'opération Barbarossa. À leur arrivée dans les pays baltes, les Allemands sont vus et accueillis comme des libérateurs par les populations, qui espèrent le rétablissement de gouvernements nationaux. Comme beaucoup d'autres lettons, Kārlis Plikausis s'engage dans la collaboration, d'abord en organisant un groupe d'autodéfense dans son village natale. Il reprend toutefois à la mi-1942 des fonctions militaires en prenant le commandement d'un bataillon de police auxiliaire allemand (Schutzmannschaft), le Schutzmannschaft Bataillon 25.

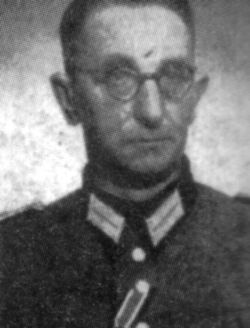
Kārlis Plikausis en uniforme allemand.

Dans cette unité de volontaires lettons équipés d'uniformes de l'ancienne armée lettonne, Plikausis regagne son grade de lieutenant-colonel. À la tête du bataillon, Plikausis participe à la lutte anti-partisane en Ukraine, qui est marquée par de très violents combats et des pertes importantes dans les unités de polices auxiliaires allemandes, souvent mal équipées. Courant 1943, le bataillon est rééquipé d'uniformes allemands. À la fin de l'année, il quitte l'Ukraine après avoir subi de grosses pertes. En janvier 1944, le 25e bataillon est finalement fondu dans le Lettisches Freiwilligen Polizei Regiment 2 (lv), un régiment de police auxiliaire qui agglomère quatre bataillons de Schutzmannschaft et dont il devient le 2e bataillon. Plikausis reste cependant à la tête de ses hommes et est décoré de la croix de fer.
Son nouveau régiment est durement éprouvé dans les combats en première ligne pour contrer l'avancée de l'Armée rouge, si bien qu'il doit être fondu à l'été 1944 dans un autre régiment. Plus aucune information n'est disponible sur Kārlis Plikausis après ces combats et il n'occupe aucun poste dans le régiment qui recueille les débris du 2e, ce qui laisse supposer qu'il est mort ou disparu.